# 元素电势图
某一元素的元素电势图，是对该种元素的标准电极电势数据的总结。
这种图又稱為「拉蒂麥爾圖（Latimer diagram）」，其名稱来自于其提出者，美国化学家Wendell Mitchell Latimer。

## 结构
在元素电势图中，元素的最高氧化态物种位于最左侧，而自左向右，元素的氧化态依次顺序下降（例如对于氧元素，从左向右的物种顺序将会是这样：O2（0价），H2O2（-1价），H2O（-2价））。 随后，物种间用一些箭头连接起来，方向从高氧化态指向低氧化态。而还原电位则以伏特为单位，写在箭头上面。氯的元素电极电势图可表示为
{\displaystyle {\rm {ClO_{4}^{-}{\xrightarrow {1.2V}}ClO_{3}^{-}{\xrightarrow {1.2V}}ClO_{2}{\xrightarrow {1.2V}}HClO_{2}{\xrightarrow {1.7V}}HClO{\xrightarrow {1.6V}}Cl_{2}{\xrightarrow {1.4V}}Cl^{-}}}}
例如，在O2和H2O2间的箭头上的数值为+0.70，那就说明反应O2(g) + 2 H+ + 2 e− ⇄ H2O2(aq)的标准电极电势为+0.70V.

## 应用
元素电势图常被用于构建自由能-氧化态图。这是由于ΔrGo = -νFEo，即电极电势是（一定程度上）对还原反应的自由能的反映，而元素电势图又是对电极电势的简明概括。对于连续发生的反应（例：从O2到H2O2再从H2O2到H2O）其自由能变之和与总反应（即从O2到H2O）的自由能变是相同的，这与盖斯定律是一致的。这一点可以用于找出任意不相邻物种的电极电势，而知道各个物种间的电极电势是制作自由能-氧化态图的必要条件。
对元素电势图的简要检查就可以指示出水溶液中某物种是否稳定：若右侧数值大于左侧的，则它会歧化为两边的物种；反之，则两边的物种会发生归中。注意：这一方法只能说明反应能否发生，反应速率则与动力学因素有关。

## 参阅
- 电位-pH图
- 自由能-氧化态图